# Ред и закон: Злочиначке намере (4. сезона)
Четврта сезона серије Ред и закон: Злочиначке намере је премијерно емитована на каналу НБЦ од 26. септембра 2004. године до 25. маја 2005. године и броји 23 епизоде. Епизоде су емитоване недељом у 21 час осим последње епизоде „Лажне судије“ која је емитована у среду 25. маја 2005. у 22:00 часа.
Чланови главне поставе Винсент Д'Онофрио, Кетрин Ерб, Џејми Шериден и Кортни Б. Венс вратили су се у четврту сезону. Негде средином сезоне, глумцу Винсенту Д'Онофриу је два пута позлило због исцрпљености, једном на снимању и једном код куће. Сценаристи Рене Балсер и Елизабет Бенџамин освојили су награду Едгар у категорији најбоља епизода у телевизијској серији за епизоду „Жеља“. Нека три месеца пре краја четврте сезоне, најављено је да ће се Крис Нот придружити главној постави у петој сезони и да ће се мењати у епизодама са Д'Онофриом због његових тадашњих здравствених проблема.

## Снимање
НБЦ је обновио Ред и закон: Злочиначке намере за четврту сезону 12. маја 2004. Недељом током ТВ сезоне емитоване мреже 2003-04, серија је била непоражена у својој трећој сезони против редовног такмичења у 18-49 и била је једина НБЦ-ова редовна серија која је освојила тај термин у последњих осам година.
Прво у телевизијској мрежи, гледаоци серије су изабрали судбину непријатељице детектива Роберта Горена, Никол Валас (Оливија д'Або): да ли ће преживети или умрети на крају епизоде „Велики оклоп“ (првобитно емитованој 17. октобра 2004.). Две варијанте епизоде су снимљене пре него што је гласање почело 6. октобра и завршено 20. октобра 2004. Гледаоци источне обале видели су Валасову живу, а гледаоци Западне обале видели су је како умире. Више од 116.000 гледалаца је гласало преко интернета. „Веома смо задовољни одзивом“, рекао је извршни продуцент и директор серије Рене Балсер, „Увек смо ово доживљавали као поклон својим обожаваоцима да им се захвалимо за њихову континуирану посвећеност серији. Живи или умри, ми смо“. Избор Воласиног живота постао је исход, али се верује да је Валасову у седмој сезони убио ментор детектива Горена др. Деклан Гејџ (Џон Гловер). Али пошто је преварила Деклана Гејџа и лажирала сопствену смрт, Валасова се поново појавила 2012. у Паризу у епизоди "Катакомбе" серије Џо у којој су глумили Жан Рено и Џил Хенеси, а коју је створио Рене Балсер.
Члан изворне главне поставе серије Ред и закон Крис Нот појавио се у епизоди "Стресни положај" у улози детектива Мајка Логана, а онда се придружио главној постави у петој сезони.

## Улоге

### Главне
- Винсент Д'Онофрио као Роберт Горен
- Кетрин Ерб као Александра Имс
- Џејми Шериден као Џејмс Дикинс
- Кортни Б. Венс као ПОТ Рон Карвер

### Епизодне
- Крис Нот као Мајк Логан (Епизода 13)

## Епизоде
| Бр. у серији | Бр. у сезони | Наслов               | Редитељ            | Сценариста                                                            | Премијерно емитовање | Прод. код | Бр. гледалаца (милиони) |
| --- | ------------ | -------------------- | ------------------ | --------------------------------------------------------------------- | -------------------- | --------- | ----------------------- |
| 67 | 1            | "Полу-одвојено"      | Френк Принзи       | Синопсис: Џери Конвеј Сценарио: Џери Конвеј и Рене Балсер             | 26. септембар 2004.  | E5404     | 12.67                   |
| Истрага о смрти шокантног играча и домаћице која је снабдевала лекове против болова на које је некада био зависан доводи Горена и Имсову до члана особља клинике за детоксикацију чија психичка болест погађа Горена близу куће. |              |                      |                    |                                                                       |                      |           |                         |
| 68 | 2            | "Посмртна збирка"    | Џин де Сегонзек    | Синопсис: Мерлејн Мајер Сценарио: Марлејн Мајер и Рене Балсер         | 3. октобар 2004.     | E5425     | 11.00                   |
| Истрага о смрти познатог фотографа доводи до открића вишеструких убистава које је починио сарадник на његовом најновијем пројекту који је покушавао да истера утваре из своје прошлости кроз уметнички израз за који је фотограф убрзо схватио да је неподношљив. |              |                      |                    |                                                                       |                      |           |                         |
| 69 | 3            | "Жеља"               | Френк Принзи       | Синопсис: Елизабет Бенџамин Сценарио: Елизабет Бенџамин и Рене Балсер | 10. октобар 2004.    | E5407     | 12.81                   |
| Када се увукао у ум Џона Тагмана, човека вођеног силним очајем и усамљеношћу на мучење, убиство и људождерлук, Горен изненађује своје колеге страсном молбом да тај човек буде поштеђен казне смрти и осмишљава признање које ће му спасити живот кроз нагодбу. |              |                      |                    |                                                                       |                      |           |                         |
| 70 | 4            | "Велика заштита"     | Френк Принзи       | Синопсис: Дајана Сан Сценарио: Дајана Сан и Рене Балсер               | 17. октобар 2004.    | E5402     | 11.92                   |
| Док су тражили крадљивицу драгуља која је убила свог саучесника, Горен и имсова откривају да су умне крађе замисао њене љубавнице Никол Валас, Горенове дугогодишње непријатељице. Док детективи истражују личне и радне односе између две жене, откривају заверу да се усмрти Валасин бивши супруг, једина особа која може да их доведе до доказа о првом убиству које је Валасова починила. |              |                      |                    |                                                                       |                      |           |                         |
| 71 | 5            | "За длаку"           | Алекс Закрзуски    | Синопсис: Стефани Сенгупта Сценарио: Рене Балсер                      | 24. октобар 2004.    | E5401     | 12.40                   |
| Док су истраживали смрт истакнуте атеисткиње и њених отмичара, Горен и Имсова су открили да је злочин подстакнут потребом за саосећањем и публицитетом, као и похлепом, почео близу куће. |              |                      |                    |                                                                       |                      |           |                         |
| 72 | 6            | "У мраку"            | Алекс Чепл         | Синопсис: Џим Стерлинг Сценарио: Џим Стерлинг и Рене Балсер           | 31. октобар 2004.    | E5403     | 11.51                   |
| Током истраге о смрти неколико бескућника, Горен и Имсова откривају низ превара које их доводе до жене у раној фази деменције и мушкарца који је спреман да почини убиство да би показао своју приврженост њој. |              |                      |                    |                                                                       |                      |           |                         |
| 73 | 7            | "Величање"           | Френк Принзи       | Синопсис: Дајана Сан Сценарио: Дајана Сан и Рене Балсер               | 7. новембар 2004.    | E5414     | 11.53                   |
| Горен и Имсова су узрујани јер закон не предвиђа хапшење човека чија је насилна контрола над породицом и занемаривање његове тешко потиштене супруге довела до неколико покушаја убиства и самоубиства које он није никако покушао да спречи што је на крају довело до смрти три његова сина. |              |                      |                    |                                                                       |                      |           |                         |
| 74 | 8            | "Сребрна облога"     | Кевин Даулинг      | Синопсис: Мерлејн Мајер Сценарио: Мерлејн Мајер и Рене Балсер         | 14. новембар 2004.   | E5409     | 15.16                   |
| Велики лопов који се усавршио за крађу античког сребра од богатих породица широм земље коначно је ухваћен пошто је његова трудна жена предузела очајничке мере када је проценитељ запретио да ће уништити њене снове о будућности. |              |                      |                    |                                                                       |                      |           |                         |
| 75 | 9            | "Трпни патуљак"      | Алекс Чепл         | Синопсис: Ворен Лајт Сценарио: Ворен Лајт и Рене Балсер               | 21. новембар 2004.   | E5408     | 13.47                   |
| Светски познати физичар прибегава убиству како би избегао понижење због неуспеха да докаже контроверзну теорију квантне физике за коју је провео своју каријеру подржавајући је. |              |                      |                    |                                                                       |                      |           |                         |
| 76 | 10           | "Поглед одозго"      | Алекс Чепл         | Синопсис: Џим Стерлинг Сценарио: Џим Стерлинг и Рене Балсер           | 2. јануар 2005.      | E5410     | 14.85                   |
| Дадиља признаје убиство председника стамбене заједнице и други покушај убиства за који тврди да јој је Бог рекао да почини. Заједничке везе биле су да су обе жртве живеле у истој лоше изграђеној згради и причало се да су били у вези. |              |                      |                    |                                                                       |                      |           |                         |
| 77 | 11           | "Нестао"             | Кристофер Свортаут | Синопсис: Стефани Сенгупта Сценарио: Стефани Сенгупта и Рене Балсер   | 9. јануар 2005.      | E5406     | 13.23                   |
| Горен се бори са некадашњим шаховским чудом који је постао бегунац када је тело младе жене пронађено бачено у смеће. |              |                      |                    |                                                                       |                      |           |                         |
| 78 | 12           | "Заједница"          | Френк Принзи       | Синопсис: Џери Конвеј Сценарио: Џери Конвеј и Рене Балсер             | 30. јануар 2005.     | E5411     | 14.26                   |
| Преваранткиња која је често посећивала фантазијске скупове пронађена је мртва, а разлог се може открити само у загушљивим границама малог књижевног удружења обожавалаца коме је припадала њена последња жртва. |              |                      |                    |                                                                       |                      |           |                         |
| 79 | 13           | "Положај секирације" | Френк Принзи       | Синопсис: Чарли Рубин Сценарио: Чарли Рубин, Ворен Лајт и Рене Балсер | 13. фебруар 2005.    | E5416     | 13.53                   |
| Када је затворски чувар убијен, Имсова и Горен истражују и откривају да су узнемирили Мајка Логана, полицајца са Државног острва који се случајно забавља са медицинском сестром која ради у затвору. Логан се придружује њима двома како би сазнао шта се тачно дешава у затвору. |              |                      |                    |                                                                       |                      |           |                         |
| 80 | 14           | "Сексуални клуб"     | Алекс Чепл         | Синопсис: Елизабет Бенџамин Сценарио: Елизабет Бенџамин и Рене Балсер | 20. фебруар 2005.    | E5415     | 9.04                    |
| Док су Горен и Имсова истраживали смрт новог власника "мале црне књиге" која је некада припадала легендарном плејбоју Џорџу Мериту, они су открили брачне индискреције кандидата за место сенатора САД-а у вези са сексуалним клубовима. Међутим, Горен убрзо открива да његова бивша жена крије још срамнију тајну. |              |                      |                    |                                                                       |                      |           |                         |
| 81 | 15           | "Казна смрти"        | Рик Валас          | Синопсис: Ворен Лајт Сценарио: Ворен Лајт и Рене Балсер               | 13. март 2005.       | E5405     | 15.72                   |
| Када је критичар хране пронађен претучен на смрт, Горен и Имсова своју сумњу пребацују на кувара у последњем ресторану који је посетила. Нажалост, Џошуа Мејлер је такође нестао, а њихова истрага се затим окреће ка његовом тасту, власнику и главном кувару још једног веома популарног ресторана у граду. Необична опаска упућује Горена на чињеницу да у дому Оноратових није све добро. |              |                      |                    |                                                                       |                      |           |                         |
| 82 | 16           | "Узбуђење"           | Бил Л. Нортон      | Синопсис: Дајана Сан Сценарио: Дајана Сан и Рене Балсер               | 20. март 2005.       | E5419     | 12.35                   |
| Када је млада жена убијена током непланираног састанка, Горен и Имсова истражују њену смрт и сазнају да јој је неколико година раније пресађен бубрег. У почетку су веровали да је Ванеса Никос можда убијена да би јој се могли узети органи, али убрзо сазнају да је њена смрт била блиско повезана са органом који је првобитно добила од живог даваоца Бојса Вејнрајта. Када је њен стрелац, који такође чека пресађивање органа, пронађен мртав, полиција схвата да је на нечему.                                                                                |              |                      |                    |                                                                       |                      |           |                         |
| 83 | 17           | "Лозинка"            | Дарнел Мартин      | Синопсис: Стефани Сенгупта Сценарио: Стефани Сенгупта и Рене Балсер   | 27. март 2005.       | E5418     | 10.70                   |
| Када је Фиби Мортон убијена док је разговарала са оператером хитне службе, Горен и Имсова преузимају случај и убрзо схватају да је Мортонова једна од пет жена побијених са сличном везом: убица познат као Тело по Џејку (ТПЏ). Истрага их доводи до Кита Дурбина, недавно пуштеног на условну слободу за којег се чини да је савршен осумњичени. Горен сумња у Дурбина јер му не изгледа као прави осумњичени. Када су сазнали да постоје слична ранија убиства, Горен и Имсова усмеравају пажњу на новог осумњиченог и схватају да је Дурбин кључ, иако није крив. |              |                      |                    |                                                                       |                      |           |                         |
| 84 | 18           | "Добро дете"         | Џин де Сегонзек    | Синопсис: Мерлејн Мајер Сценарио: Мерлејн Мајер и Рене Балсер         | 3. април 2005.       | E5421     | 12.98                   |
| Када су Денис и Камил Барнет пронађени побијени у својој кући, једина преживела је њихова двадесетогодишња ћерка Рејчел. Пошто су Барнетови били у програму заштите сведока, Горен и Имсова у почетку сумњају да је неко повезан са злочиначком породицом побио Барнетове. Детективи убрзо схватају да веза нису родитељи него ћерка. Сумња се затим окреће правим родитељима ћерке и веома љубоморној жени њеног рођеног оца. |              |                      |                    |                                                                       |                      |           |                         |
| 85 | 19           | "Звер"               | Френк Принзи       | Синопсис: Ђина Ђонфридо Сценарио: Ђина Ђонфридо и Рене Балсер         | 10. април 2005.      | E5420     | 10.94                   |
| Када је Лиса Рос доведена у хитну помоћ са тешким случајем хлоракне, сумња се брзо окреће ка њеном супругу Грегу, познатом зубару, поготово пошто је умрла. Током истраге, Горен и Имсова су чули шапутање о Лисиним неверама, али прави напредак је дошао када су сазнали да Лиса није била прва жена са којом је Грег Рос повезан и која је умрла од истих назнака. |              |                      |                    |                                                                       |                      |           |                         |
| 86 | 20           | "Без излаза"         | Џин де Сегонзек    | Синопсис: Џери Конвеј Сценарио: Џери Конвеј и Ворен Лајт              | 1. мај 2005.         | E5423     | 11.60                   |
| Када је петоро младих људи пронађено мртво поред железничке пруге, Горен и Имсова их у почетку отписују као самоубиства док њихова истрага није открила да једна од жртава није желела да буде део самоубилачког пакта. Иако почињу да траже интернет-страницу која даје упутства како да се изврши самоубиство, истрага доводи детективе до нерешеног самоубиства једног од жртвиних сарадника који је једном сведочио против друштва у тужби за узнемиравање. |              |                      |                    |                                                                       |                      |           |                         |
| 87 | 21           | "Неуморно око"       | Френк Принзи       | Синопсис: Џим Стерлинг Сценарио: Џим Стерлинг и Рене Балсер           | 18. мај 2005.        | E5424     | 11.54                   |
| Када је млада глумица убијена након вечерњег изласка са својим дечком, Горен и Имсова у почетку усмеравају пажњу на младића који је показао необично занимање за пар, али убрзо схватају да постоји више у овом случају него што се на први поглед чини. Љубоморна и наизглед опседнута бивша девојка, најбољи друг који никада није успео да постане глумац и ожалошћени дечко који изгледа превише добар да би био истинит одводе Горена и Имсову другим путем, оним где је кључ за разоткривање истине о садашњости зависи од разоткривања лажи из прошлости.      |              |                      |                    |                                                                       |                      |           |                         |
| 88 | 22           | "Моје добро име"     | Алекс Закрзуски    | Синопсис: Ворен Лајт Сценарио: Ворен Лајт и Рене Балсер               | 15. мај 2005.        | E5422     | 10.32                   |
| Када је пронађено тело мушкарца и убрзо постало очигледно да је тело премештено, Имсова и Горен истражују смрт Волтера Чаба чија је жена спавала са одликованим бившим полицајцем који је случајно повезан са Дикинсом. Осумњичени почињу да се гомилају, почевши од Френка Адера, и доводе до његовог контролног публицисте, али све док Дикинсу недостају добри, чврсти докази, он нерадо креће на свог пријатеља који има велики месни утицај. |              |                      |                    |                                                                       |                      |           |                         |
| 89 | 23           | "Лажне судије"       | Џин де Сегонзек    | Синопсис: Дајана Сан Сценарио: Дајана Сан и Рене Балсер               | 25. мај 2005.        | E5426     | 14.98                   |
| У Њујорку је отворена сезона када су погубљене не један већ двоје моћних судија. У почетку је изгледало да немају везе једно са другим. Један је био судија породичног суда чија је цела породица нападнута, а други жалбеног. Пошто су у танчине истражили судије, Горен и Имсова схватају да је њихов први скуп осумњичених био само димна завеса и да постоји много подмуклија претња. Њих истрага доводи до оца који нема старатељство, а има проблеме са правосуђем.                                                                                             |              |                      |                    |                                                                       |                      |           |                         |